# امپرسیونیسم در موسیقی
امپرسیونیسم در موسیقی (انگلیسی: Impressionism in music)، حرکتی بود در بین تعدادی از آهنگسازان در موسیقی کلاسیک غربی (عمدتاً در اواخر سده نوزدهم و اوایل سده بیستم). در کارهای این آهنگسازان برای بیان احساس از فضاسازی استفاده می‌شد تا کاربرد نغمه‌های مشخص. امپرسیونیسم یک اصطلاح فلسفی و زیباشناختی است که از اثرِ نقاشِ فرانسوی کلود مونه به نام طلوع آفتاب در اواخر سده نوزدهم وام گرفته شده‌است.
آهنگسازان در قیاس با نقاشان امپرسیونیست هستند که از رنگهای متضاد، تأثیر نور بر روی یک جسم، پیش زمینهٔ تار و مبهم، منظرهٔ مسطح و غیره استفاده می‌کنند تا ناظر، توجه خود را روی تصور کلی متمرکز کند.
برجسته‌ترین ویژگی در موسیقی امپرسیونیستی استفاده از رنگ در صدا است که می‌توان از طریق ارکستراسیون، استفادهٔ هارمونیک، بافت و غیره به دست آورد. دیگر عناصر موسیقی امپرسیونیستی دربرگیرنده ترکیب آکوردهای جدید، تونالیته مبهم، هارمونی‌های گسترده، استفاده از مدها و گام‌های غیرمتعارف و کلیسایی، حرکت موازی آکوردها و موسیقی برنامه‌ای تحت عناوینی تحریک‌آمیز مانند انعکاس نور در آب است.

## پیشینه

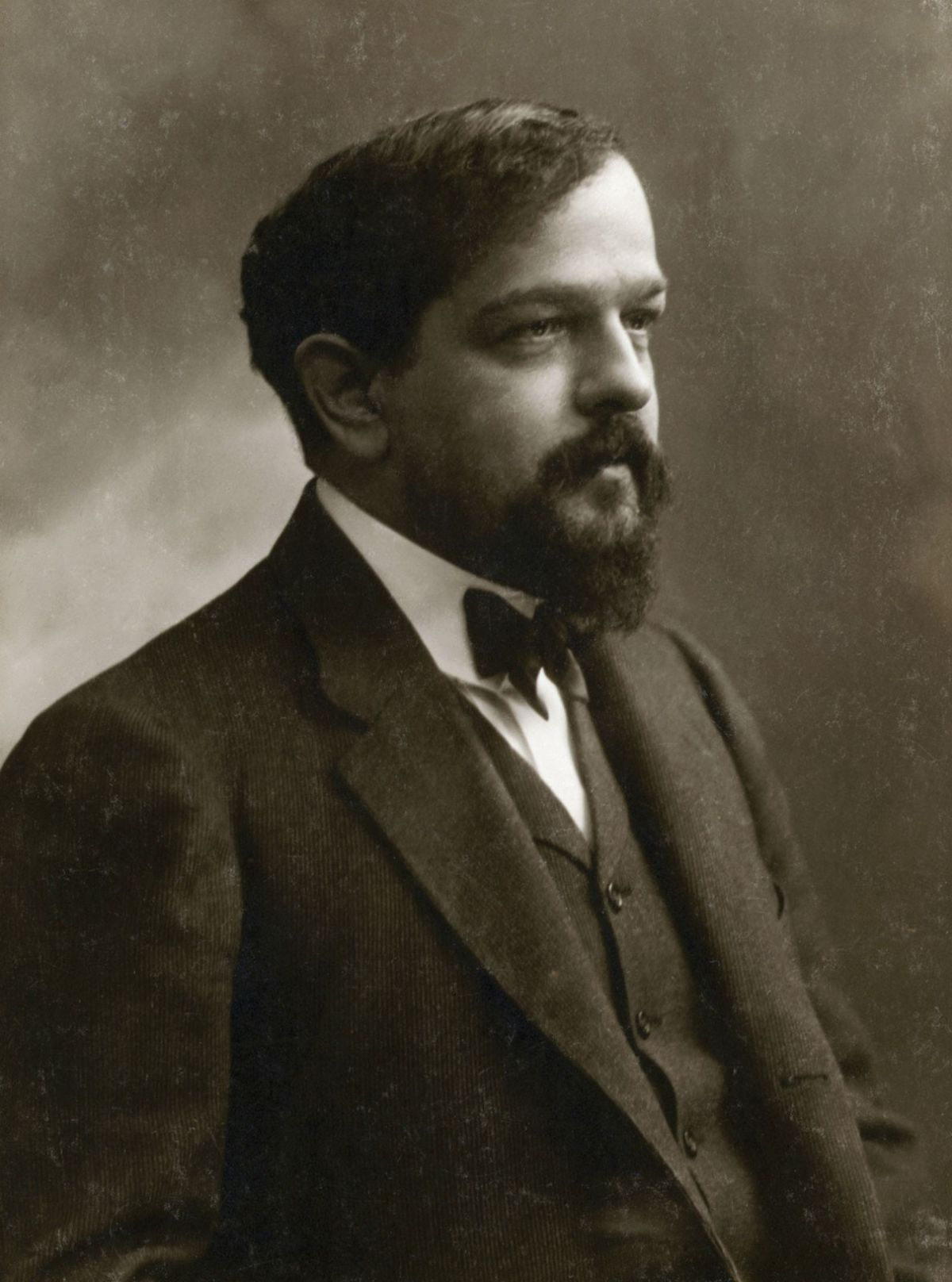
کلود دبوسی

در اواخر قرن نوزدهم و در اوج موسیقی رمانتیک، گروهی از آهنگسازان به تقابل و انتقاد از آن پرداختند و معتقد بودند که آهنگسازان رمانتیک با «موسیقی توصیفی» و داستان‌سرایی، عوامل غیر موسیقایی را وارد آثار خود کرده و سطح هنر را برای اینکه قابل فهم باشد، پایین آورده و شنونده به جای درک زیبایی حقیقی موسیقی، توجه آنان را به جار و جنجال موسیقی جلب می‌کنند. آنان معتقد بودند که موسیقی هنر مستقلی است و به تنهایی زیبا است و احتیاج به توصیف ندارد.
در برابر این جریان رمانتیک که از مکتب آلمانی تأثیر گرفته بود، مکتب جدیدی به نام امپرسیونیسم در فرانسه شکل گرفت. جنبش امپرسیونیستی نخستین بار در سال ۱۸۶۴ میلادی از روی یک پردهٔ نقاشی اثرِ نقاش فرانسوی کلود مونه به نام امپرسیون، طلوع آفتاب به‌وجود آمد و در پی آن امپرسیونیست موسیقی شکل گرفت، اما سرچشمهٔ هر دو مکتب نقاشی و موسیقی را مکتب جدیدی در ادبیات به نام سمبولیسم می‌دانند که در مقابل زیاده‌روی‌های شعرای رمانتیک در فرانسه بوجود آمده بود.شعرای سمبولیست اعتقاد داشتند که شعر را نباید با صراحت و خشونت بیان کرد و باید به خواننده فرصت داد تا با تصور خود، نکات جدیدی را درک کند. از این رو آنان مانند شعرای سبک هندی در ایران، به استعاره، کنایه، تمثیل و ایهام روی آوردند. در نقاشی نیز این دگرگونی به وجود آمد گر چه این دو به آسانی قابل تطبیق نیستند. «ادموند گوس» در توصیف شعرای سمبولیک گفته‌است: «ادبیات آنها مانند زمزمهٔ آبی است که در زیر تخته سنگی جریان دارد». در پی آن نقاشان فرانسوی به بازی نور توجه نشان دادند، چنانچه «کلود مونه» در توصیف نقاشی امپرسیونیست معتقد است که: «در هر پردهٔ نقاشی نور خود یکی از چهره‌های اصلی است».
در موسیقی نیز کلود دبوسی که ابتدا تحت تأثیر واگنر و موسورگسکی قرار گرفته بود، در تقابل با آنان موسیقی امپرسیونیست را بنا نهاد و سعی کرد آکوردها و لحن ظریفتری در موسیقی ایجاد کند.
دبوسی مانند نقاشان که نور را در مقابل نور قرار می‌دادند، صوت را در برابر صوت قرار داد و از ترکیب اصوات، هارمونی جدید و خاصی را به وجود آورد و به صداهای طبیعی مانند صدای آب توجه نشان می‌داد و آثاری در این زمینه خلق کرد.

## آهنگسازان امپرسیونیست

### کلود دبوسی
کلود دبوسی سنت‌های پایانی دورهٔ رمانتیک را نادیده گرفت و روشی انقلابی در عناصر «تونال» به کار برد و تحت تأثیر نقاشی امپرسیونیست، موسیقی او ترکیبی از سایه‌های محو، دوری از ضربه‌های قوی و وزن‌دار، استفاده از آکوردهای موازی و بدون حل، نوآوری‌های ملودیک مانند: گام تمام‌پرده‌ای، گام پنج پرده‌ای و گام‌های کلیسایی و استفاده خلاقانه از کروماتیسم برای کاهشِ فشار از مرکز تنالیته است. اما با این حال موسیقی وی کم و بیش دارای «تنالیته» است.برخی آثار وی که تحت تأثیر امپرسیونیسم است عبارتند از: «اپرای پلناس و ملیزاند»، «کلیسای جامع آنگلوتی»، «انعکاس نور در آب» و «دریا».

### گابریل فوره
گابریل فوره با آنکه از بنیانگذاران مکتب امپرسیونیست نبود اما او برای «دبوسی» و «راول» به عنوان یک پیشوای بزرگ شناخته می‌شد. موسیقی «فوره» دارای لطافت و زیبایی خاصی در ملودی‌نویسی است و با انحراف و نادیده گرفتن بعضی از قواعد موسیقی کلاسیک، با استفاده از آکوردهای هفتِ بدون حل و مدولاسیونهای جسورانه، لحن جدیدی در آثار خود بوجود آورد.

### موریس راول
موریس راول آثار زیادی از خود به جای نگذاشته‌است ولی آثار پیانوی وی به اندازهٔ آثار شوپن و لیست دارای اهمیت است. وی با آنکه تحت تأثیر دبوسی قرار داشت اما آثار پیانویی وی از تکنیک مشکل‌تری نسبت به آثار دبوسی برخوردار است. هارمونی در آثار راول کاملاً شخصی است ولی در کاربرد آکوردهای نامطبوع و ترکیب «دو گام» یا «بی‌تنالیته» به روش دبوسی وفادار است. راول ابتدا پیرو سبک امانوئل شابریه بود، سپس به دبوسی گرایش پیدا کرد که از این نظر آثارش شباهت زیادی به سبک دبوسی دارد. راول در بعضی از آثار خود از آهنگسازانی چون استراوینسکی، شونبرگ و جاز آمریکایی نیز الهام گرفته‌است.

### اریک ساتی
اریک ساتی یکی از پیشروان موسیقی مدرن است و تأثیر زیادی در موسیقی نوین فرانسه داشته‌است. وی ابتدا به شیوهٔ «واگنر» به خلق اثر می‌پرداخت، سپس به امپرسیونیست‌ها گروید و در آخر موسیقی اکسپرسیونیستی را برگزید. اریک ساتی در کاربرد فواصل نهمِ پی‌درپی و موازی، نسبت به دبوسی تقدم دارد، راول و دبوسی تأثیر زیادی از وی گرفتند. اریک ساتی در همهٔ آثار خود دارای بدعت و ابتکار بود و بر خلاف امپرسیونیست‌ها تحت تأثیر آهنگسازان کلاسیک نیز بود و از ترکیب موسیقی کلاسیک، جاز و مدرن، آثار استهزاآمیزی می‌ساخت. از این رو وی را آهنگساز شوخ‌طبع و ظریفی معرفی می‌کردند.

### سایرین
سایر آهنگسازان مرتبط با امپرسیونیسم عبارتند از:
- لیلی بولانگر
- ایساک آلبنیس
- فردریک دلیوس
- پل دوکا
- الکساندر اسکریابین
- مانوئل د فایا
- اتورینو رسپیگی
- چارلز گریفس
- ژان سیبلیوس

## یادداشت
1. ↑  Edmund Gosse
2. ↑  Pelléas et Mélisande
3. ↑  La cathédrale engloutie
4. ↑  Reflets dans l'eau
5. ↑  La mer
6. ↑   Bitonality